# Grup de la dufrenita
El grup de la dufrenita és un grup de minerals de la classe dels fosfats que cristal·litzen en el sistema monoclínic. Aquest grup està integrat per sis espècies: bimbowrieïta, burangaïta, dufrenita, gayita, matioliïta i natrodufrenita. La dufrenita, dufrénite en anglès, és l'espècie que dona el nom al grup, i va rebre el nom l'any 1833 per Alexandre Brongniart en honor de Pierre Armand Petit Dufrenoy (5 de setembre de 1792 - 20 de març de 1857), professor de mineralogia a l'École des Mines de París (França).
| Espècie        | Fórmula                        |
| -------------- | ------------------------------ |
| Bimbowrieïta   | NaMgFe3+ 5(PO₄)₄(OH)₆·2H₂O     |
| Burangaïta     | NaFe2+Al₅(PO₄)₄(OH)₆·2H₂O      |
| Dufrenita      | Ca0,5Fe2+Fe₅3+(PO₄)₄(OH)₆·2H₂O |
| Gayita         | NaMn2+Fe3+₅(PO₄)₄(OH)₆·2H₂O    |
| Matioliïta     | NaMgAl₅(PO₄)₄(OH)₆·2H₂O        |
| Natrodufrenita | NaFe2+Fe₅3+(PO₄)₄(OH)₆·2H₂O    |

Segons la classificació de Nickel-Strunz els minerals del grup pertanyen a "08.DK - Fosfats, etc, amb cations de mida mitjana i gran, (OH, etc.):RO₄ > 1:1 i < 2:1» juntament amb els següents minerals: richelsdorfita, bariofarmacosiderita, farmacosiderita, natrofarmacosiderita, hidroniofarmacosiderita, farmacoalumita, natrofarmacoalumita, bariofarmacoalumita, kidwel·lita, bleasdaleïta, matulaïta i krasnovita.
Als territoris de parla catalana només ha estat descrita la dufrenita, a dos indrets: el camp de pegmatites de Cotlliure (Rosselló), i a la mina Elvira (Gavà) (Baix Llobregat).